# Сладкая женщина (фильм)
«Сладкая женщина» — советский художественный полнометражный цветной фильм, снятый режиссёром Владимиром Фетиным на киностудии «Ленфильм» в 1976 году и по одноимённой повести Ирины Велембовской.

## Сюжет
Анна Доброхотова выросла в деревне, стала работать на кондитерской фабрике. Она нравится мужчинам и пользуется этим, чтобы пробиться в жизни. Вначале она знакомится с Лариком — симпатичным и наивным студентом-медиком. Их знакомство перерастает в интимные отношения, но беременность Аня рассматривает только как способ получить отдельную жилплощадь. Выходить замуж за студента она не собирается. Никто, кроме неё самой, Анну не волнует. Бросив ребёнка на попечение интеллигентных родителей Ларика, Аня устремляется на поиски своего счастья. Дед и бабушка искренне любят внука, занимаются им и воспитывают. Но когда вслед за отцом Ларика умрёт его мать, Анна не подумает сообщить об этом сыну.
Навестив заболевшую коллегу, Доброхотова знакомится с фронтовиком Николаем Егоровичем. Мужчине нравится симпатичная Аня, и он предлагает ей не только жить вместе и выйти за него замуж, но и усыновить её сына Юрия. Порядочный человек, ценящий образование, Николай легко находит общий язык с пасынком. Но Анне, чья голова занята только стремлением прикупить новые вещи и махинациями с путёвками на фабрике, сын только мешает, она совершенно не уделяет ему внимания, из-за чего начинает ссориться с мужем. Николай, обозвав Анну «мачехой», отправляет Юру в нахимовское училище, потому что мальчик мечтает о море.
Анна заставляет мужа воспользоваться фронтовыми заслугами и выбить для них отдельную квартиру, после чего думает только о новой мебели. Николай всё сильнее разочаровывается в своей жене-мещанке. В итоге он уходит от неё, но она не может понять причину ухода мужа. Она думает, что он бросил её из-за другой женщины.
Тем временем умирает мать Анны. Она жила в деревне, в последнее время жаловалась дочери, что плохо себя чувствует, но Доброхотова не стала забирать мать из деревни. Даже на просьбу старушки помочь увидеться с внуком-курсантом, который и у этой бабушки жил несколько лет и очень её любит, Анна только отмахивается. После смерти матери Доброхотова наконец прочувствовала, что осталась одна.
Случайно Анна знакомится с Тихоном. Потом их отношения дают трещину. Тихон, увидев хорошо обставленную квартиру, которую оставил Анне бывший муж, начинает понимать, что счастье с этой женщиной для него невозможно: «Вряд ли, Нюрочка, у нас с тобой что-нибудь получится. Богато жить привыкла. Со мной богато не получится». К тому же Анна ведёт себя с ним назойливо и самоуверенно, что начинает вызывать у Тихона раздражение.
К Анне приезжает сын, но видит, что мать ждёт кого-то другого, а ему совсем не рада. Сын уходит.
После первой ссоры Тихон решает всё-таки возобновить отношения с Анной и приглашает её к себе — в полуразрушенный дом, предназначенный под снос. Жена с дочкой уехала от Тихона в новую квартиру. Анна по́ходя обливает грязью бывшую жену Тихона и поспешно предлагает ему перебраться к ней. Это окончательно убеждает Тихона, что как личность он не представляет для неё никакого интереса. Тихон грубо выгоняет Анну, на этот раз — навсегда.

## В ролях
- Наталья Гундарева — Анна Александровна Доброхотова
- Светлана Карпинская — Лидия Николаевна Дядькина
- Олег Янковский — Тихон Дмитриевич Соколов
- Пётр Вельяминов — Николай Егорович Кушаков, муж Анны
- Римма Маркова — мать Анны Александровны Доброхотовой
- Георгий Корольчук — Ларик Шубкин (озвучил Александр Збруев; нет в титрах)
- Нина Алисова — Раиса Ивановна Шубкина
- Фёдор Никитин — Шубкин, отец Ларика (озвучил Александр Демьяненко; нет в титрах)

## Съёмочная группа
- автор сценария — Ирина Велембовская
- режиссёр-постановщик — Владимир Фетин
- операторы-постановщики: Семён Иванов, Владимир Ковзель
- художник-постановщик — Василий Зачиняев
- звукооператор — Геннадий Корховой
- композитор — Василий Соловьев-Седой
- текст песен Глеба Горбовского

## Музыка
В фильме звучит песня «Мы с тобой два берега» на музыку Андрея Эшпая и слова Григория Поженяна.

## Производство
Подбор актёров
На роль главной героини режиссёр утвердил свою супругу Людмилу Чурсину, ради которой и затеял съёмки этого фильма, но она вскоре сама отказалась от участия в картине, предложив вместо себя Наталью Гундареву.
Роль Анны стала первой главной ролью Натальи Гундаревой, определившей её дальнейшую карьеру в кино, хотя поначалу она отказывалась даже от кинопроб к этой картине.
На роль Тихона вначале был приглашён Владимир Высоцкий, который с триумфом прошёл пробы, но в фильме так и не снялся: по воспоминаниям второго режиссера фильма Анны Тубеншляк, снимать его "не разрешили". По другой версии, Высоцкий отказался сам из-за чрезвычайной загруженности в театре.

## Критика
Критик Т. Мамаладзе так оценила картину: «Возрождая, а, может быть, начиная новый для современного кинематографа жанр очерка нравов, она выводит конкретную драму за пределы одной судьбы, соотносит её, эту драму, с антиобщественной сущностью мещанской бездуховности».
Кинокритик Константин Рудницкий сетовал, что «несколько поверхностная эксплуатация возможностей и фактуры Натальи Гундаревой в „Сладкой женщине“ вызывала досаду»[страница не указана 1750 дней].
Людмила Соколова в книге «Великие советские фильмы» писала: «История Нюры Доброхотовой, деревенской девахи, ставшей городской, растратившей силы на то, чтобы приспособиться к жизни и приспособить жизнь под себя, в общем-то вполне обычная и типичная. Но когда её рассказывает талантливый автор, а талантливый режиссёр, с помощью прекрасных артистов, переносит на экран — она поднимается до обобщений и получает философское звучание».